# Haemulon macrostomum
Haemulon macrostomum és una espècie de peix de la família dels hemúlids i de l'ordre dels perciformes.

## Morfologia
Els mascles poden assolir els 43 cm de longitud total.

## Distribució geogràfica
Es troba des del sud de Florida i les Antilles fins al Brasil.